# Sơn Thủy, Mai Châu
Sơn Thủy là một xã thuộc huyện Mai Châu, tỉnh Hòa Bình, Việt Nam.

## Địa lý
Xã Sơn Thủy nằm ở phía bắc huyện Mai Châu, có vị trí địa lý:
- Phía đông giáp huyện Tân Lạc
- Phía tây giáp tỉnh Sơn La
- Phía nam giáp xã Đồng Tân và xã Tòng Đậu
- Phía bắc giáp huyện Đà Bắc và xã Tân Thành.

Xã Sơn Thủy có diện tích 63,35 km², dân số năm 2020 là 4.168 người, mật độ dân số đạt 62 người/km².

## Lịch sử
Ngày 21 tháng 9 năm 1956, Thủ tướng Chính phủ ban hành Nghị định số 1053-TTg chia huyện Mai Đà thành hai huyện Đà Bắc và Mai Châu, địa bàn xã Sơn Thủy lúc bấy giờ là một phần xã Tân Mai thuộc huyện Mai Châu.
Ngày 17 tháng 11 năm 1958, Bộ trưởng Bộ Nội vụ ban hành Nghị định số 441-NV, chia xã Tân Mai thành 3 xã: Ba Khan, Phúc Sạn và Tân Mai.
Đến năm 2018, xã Ba Khan có diện tích 19,62 km², dân số là 1.605 người, mật độ dân số đạt 82 người/km²; xã Phúc Sạn có diện tích 31,97 km², dân số là 1.902 người, mật độ dân số đạt 59 người/km².
Ngày 17 tháng 12 năm 2019, Ủy ban Thường vụ Quốc hội ban hành Nghị quyết số 830/NQ-UBTVQH14 về việc sắp xếp các đơn vị hành chính cấp huyện, cấp xã thuộc tỉnh Hòa Bình (nghị quyết có hiệu lực từ ngày 1 tháng 1 năm 2020). Theo đó, sáp nhập toàn bộ diện tích và dân số của hai xã Ba Khan, Phúc Sạn với 11,76 km² diện tích tự nhiên và 404 người của xã Tân Mai vừa giải thể (gồm 2 xóm: Suối Lốn, Mó Rút) thành xã Sơn Thủy.